# Danh sách tập phim Inu Yasha (mùa 6)

Bìa của bộ đĩa DVD của loạt anime Inu Yasha mùa 6.

Mùa 6, cũng là mùa cuối của bộ phim hoạt hình anime InuYasha được phát sóng tại Nhật Bản trên kênh Animax từ ngày 26 tháng 1 năm 2004 tới ngày 13 tháng 9 năm 2004, với nội dung dựa trên bộ manga cùng tên của tác giả Takahashi Rumiko. Anime Inu Yasha được công ty Sunrise sản xuất và được đạo diễn bởi Aoki Yashunao.
Tại Bắc Mỹ, hãng Viz Media, một công ty con của Shogakukan, nắm bản quyền phát hành. Bản anime lồng tiếng Anh của mùa 1 được chiếu trên kênh Cartoon Network từ ngày 29 tháng 3 năm 2006 tới ngày 27 tháng 10 năm 2006, như một phần của chương trình Adult Swim. Các tập Anime Inu Yasha mùa 2 cũng được Viz phát hành trong bộ 9 đĩa DVD vào ngày 22 tháng 8 năm 2006
Có 4 bài hát chính được dùng trong mùa 2 này:
- Bài hát mở đầu One Day, One Dream thể hiện bởi Tackey & Tsubasa (tập 139-153).
- Bài hát mở đầu Anjerasu thể hiện bởi Shimatani Hitomi (tập 154-167).
- Bài hát kết thúc Come thể hiện bởi Amuro Namie (tập 139-147).
- Bài hát kết thúc Change the World thể hiện bởi V6 (tập 148).
- Bài hát kết thúc Brand new world thể hiện bởi V6 (tập 149-166).
- Bài hát kết thúc My Will thể hiện bởi Dream (tập 167).

## Danh sách các tập phim
| STT | Tên tập phim | Ngày phát sóng gốc       |
| --- | --- | ------------------------ |
| 139 | ""Trận quyết đấu lớn tại thác Thăng Vân" "Shōun no Taki no Dai Kettō" (昇雲の滝の大決闘) | ngày 26 tháng 1 năm 2004 |
| Tinh Ám bắt Nhật Mộ Li làm con tin hòng đoạt lại cây thương Càn trong tay Akitoki để hợp nhất sức mạnh của nó với cây thương Khôn của hắn ta. Khi nhóm Khuyển Dạ Xoa tới giải cứu A Li cũng là lúc họ biết được chuyện tình cay đắng của Tinh Ám với một nữ pháp sư tên là Nguyệt Ám. | |                          |
| 140 | "Tình yêu vĩnh cửu: Thanh đao Càn Khôn" "Eien no Omoi Kenkon no Naginata" (永遠の思い 乾坤の薙刀)                                                                                                   | ngày 2 tháng 2 năm 2004  |
| Sau khi hai cây thương hoàn toàn hợp nhất với nhau, sức mạnh của Tinh Ám tăng vọt và gần như không ai có thể ngăn cản y. Nhưng ngay lúc đó linh hồn Nguyệt Ám xuất hiện, giải thích về hành động của cô trong quá khứ và cố can ngăn Tinh Ám. | |                          |
| 141 | "Giải phóng con ngựa yêu quái Viêm Đế" "Tokihanatareta Yōba Entei" (解き放たれた妖馬炎蹄) | ngày 9 tháng 2 năm 2004  |
| Thần Lạc và Xích Tử tấn công một nhà sư và sau đó giải ấn cho con ngựa Viêm Đế. một yêu quái chạy nhanh tới mức Khuyển Dạ Xoa không thể đánh trúng. | |                          |
| 142 | "Con ngựa chứng Viêm Đế và Bạch Đồng Tử đáng sợ" "Bōsō Entei to Senritsu no Hakudōshi" (暴走炎蹄と戦慄の白童子)                                                                                     | ngày 16 tháng 2 năm 2004 |
| Xích Tử bị chặt làm đôi và... tất nhiên mỗi phần lại tiếp tục phát triển: một phần trở lại thành Xích Tử, một phần biến thành tên yêu quái Bạch Đồng Tử. Sau đó Đồng Tử nhanh chóng thuần hóa con ngựa chứng Viêm Đế, nhưng với sức mạnh mới này y vẫn chưa muốn trực diện chiến đấu với nhóm Khuyển Dạ Xoa. | |                          |
| 143 | "Hành trình 3000 dặm đi tìm cha" "Chichi o Tazunete San Senri" (父を訪ねて三千里) | ngày 23 tháng 2 năm 2004 |
| Thất Bảo gặp một yêu quái rái cá có cha bị Bạch Đồng Tử chặt đầu, và đang tìm cách gắn chiếc đầu vào thân xác của cha nhằm cứu mạng ông. | |                          |
| 144 | "Bảo Tiên Quỷ và mảnh ngọc cuối cùng" "Hōsenki to Saigo no Kakera" (宝仙鬼と最後のかけら) | ngày 1 tháng 3 năm 2004  |
| Khuyển Dạ Xoa cùng bạn bè quyết định đến thế giới bên kia hy vọng tìm thấy mảnh ngọc cuối cùng. Vì vậy tìm Bảo Tiên Quỷ, kẻ chế tạo ra viên ngọc đen trong mắt trái Khuyển Dạ Xoa, là cách hay nhất. | |                          |
| 145 | "Người gác cổng kỳ quặc tại cánh cửa âm phủ" "Ano Yo to no Sakai ni Iyō na Monban" (あの世との境に異様な門番)                                                                                       | ngày 8 tháng 3 năm 2004  |
| Theo gợi ý của Thần Lạc, nhóm Khuyển Dạ Xoa nhanh chóng tới được cánh cổng âm phủ và đối mặt với hai bức tượng canh gác nó. | |                          |
| 146 | "Công chúa A Tì nóng nảy, chủ nhân của lũ chim quỷ" "Kishōarai Toritsukai Abi-Hime" (気性荒い鳥使い 阿毘姫)                                                                                         | ngày 15 tháng 3 năm 2004 |
| Nại lạc gặp công chúa A Tì, chủ nhân của lũ quái vật bay hút máu và đề nghị thành lập một liên minh, trong đó A Tì sẽ được Nại Lạc giúp đỡ để có một lượng máu lớn nhằm chữa bệnh cho mẹ của cô, và y tặng cô một thanh đao đầy ma thuật. A Tì miễn cưỡng chấp nhận, sau đó cô tiếp tục xua quân đi khắp nơi để hút máu người dân. | |                          |
| 147 | "Bản tình ca vận mệnh đầy bi kịch (phần đầu)" "Meguriau Mae no Sadame no Koi Uta (Zenpen)" (めぐり逢う前の運命恋歌)                                                                                 | ngày 19 tháng 4 năm 2004 |
| Đây là những cảnh hồi tưởng về việc viên Ngọc Tứ Hồn được chuyển giao cho Cát cánh, việc Cát Cánh gặp Khuyển Dạ Xoa và hai người yêu nhau, và lời nguyền của A Xuân lên Cát Cánh. | |                          |
| 148 | "Bản tình ca vận mệnh đầy bi kịch (phần cuối)" "Meguriau Mae no Sadame no Koi Uta (Kōhen)" (めぐり逢う前の運命恋歌)                                                                                 | ngày 19 tháng 4 năm 2004 |
| Câu chuyện tiếp tục với việc Nhện quỷ kết hợp với lũ yêu quái và trở thành Nại Lạc. Sau đó y giả dạng Khuyển Dạ Xoa, Cát Cánh để lừa hai người hại nhau. Cuối cùng Khuyển Dạ Xoa bị Cát Cánh phong ấn vào gốc cây cổ thụ, còn bản thân cô bị thương nặng và chết sau đó. Cuối cùng Cát Cánh đầu thai trở thành Nhật Mộ Li. | |                          |
| 149 | "Một mũi tên của sự hỗn loạn" "Haran o Yobu Ippon no Ya" (波乱を呼ぶ一本の矢) | ngày 26 tháng 4 năm 2004 |
| Vô Thần tráo Xích Tử với đứa con mới sinh của một phụ nữ quý tộc. Còn nhóm của Khuyển Dạ Xoa lần theo dấu tích của A Tì và nhận ra rằng họ đang đuổi theo một Thánh nữ có hành tung bí ẩn. | |                          |
| 150 | "Luồng ánh sáng kỳ lạ hướng dẫn vị Thánh" "Seija o Michibiku Fushigi na Hikari" (聖者を導く不思議な光)                                                                                              | ngày 3 tháng 5 năm 2004  |
| Một mũi tên của vị Thánh nữ đã phá vỡ kết giới của Bạch Đồng Tử và nhờ đó Khuyển Dạ Xoa mới có thể tiêu diệt được con ngựa Viêm Đế. Tuy nhiên, việc này lại làm dấy lên mối nghi ngờ là liệu chăng Cát Cánh còn sống và cô chính là vị Thánh đó ? | |                          |
| 151 | "Bản năng chọn lựa của A Li" "Kagome Honnō no Sentaku" (かごめ 本能の選択) | ngày 10 tháng 5 năm 2004 |
| Hai "người hầu" của Thánh nữ, Kochou và Asuka, đưa Nhật Mộ Li tới nơi Cát Cánh đang dưỡng thương, lúc đó Cát Cánh đang trong tình trạng rất nguy kịch vì chướng khí của Nại Lạc. Người duy nhất có thể cứu cô chính là Nhật Mộ Li, và việc cứu tình địch của mình hay không hoàn toàn do cô quyết định. | |                          |
| 152 | "Bảo vệ và cướp phá !" "Mamore Soshite Ubaitore!" (守れそして奪い取れ！) | ngày 17 tháng 5 năm 2004 |
| Công chúa A Tì càng lúc càng nghi ngờ Nại Lạc và muốn trừ khử y, nhưng mẹ cô khuyên cứ kiên nhẫn chờ đợi cho đến khi hai người tìm ra điểm yếu của Nại Lạc. Còn Hổ Phách thì đang ở trong lâu đài cùng với Xích Tử và sau đó cậu cùng mọi người tham gia bảo vệ ngôi thành trước sự tấn công của A Tì. | |                          |
| 153 | "Cuộc tái ngộ tàn khốc đầy định mệnh" "Ummei wa Zankoku na Saikai" (運命は残酷な再会) | ngày 24 tháng 5 năm 2004 |
| Cuộc sống yên bình của Hổ Phách ở lâu đai chấm dứt khi Nại Lạc yêu cầu cậu ta đưa Xích Tử đi và giết hết mọi người xung quanh. Nhưng ngay sau đó, khi đanh đánh nhau với San Hô, Hổ Phách bỗng nhớ lại tất cả mọi thứ, kể cả việc cậu sát hại gần như cả nhà. Việc đó đã khiến Hổ Phách suy sụp đến mức muốn tự sát, nhưng khi Thần Lạc chạy tới giải cứu cho Hổ Phách và Xích Tử (nhưng chưa biết Hổ Phách đã phục hồi trí nhớ), cậu quyết định tiếp tục sống để chờ thời cơ giết Nại Lạc, trả thù cho gia đình. | |                          |
| 154 | "Yêu quái kết nối với thế giới bên kia" "Ano Yo to Tsunagaru Yōkai" (あの世とつながる妖怪) | ngày 31 tháng 5 năm 2004 |
| Cát Cánh đưa cho Khuyển Dạ Xoa một mũi tên của mình và dặn anh đưa nó cho Nhật Mộ Li, nói rằng A Li sẽ biết lúc nào cô cần dùng mũi tên đó. Trong khi đó, A Tì và mẹ của cô quyết định trừ khử Nại Lạc vì quá nghi ngờ y, nhưng Nại Lạc cao tay hơn đã giết cả hai người và dùng máu của mẹ A Tì để mở một cánh cổng tới Âm phủ. | |                          |
| 155 | "Yêu quái canh giữ mảnh ngọc Tứ Hồn" "Shikon no Kakera o Mamoru Oni" (四魂のかけらを守る鬼) | ngày 7 tháng 6 năm 2004  |
| Nhóm của Khuyển Dạ Xoa nhanh chóng đuổi theo Nại Lạc đến Âm phủ, và sau đó họ dừng chân trước mộ của Khuyển Đại tướng. Chưa hết, họ còn thấy linh hồn của Bảo Tiên Quỷ, kẻ đang giữ mảnh ngọc Tứ Hồn cuối cùng. Bảo Tiên Quỷ quyết tâm bảo vệ mảnh ngọc và không đưa nó cho ai, kể cả Khuyển Dạ Xoa, nhưng ông không biết rằng tà khí của Nại Lạc đang làm mảnh ngọc và cả tâm hồn của ông bị nhiễm bẩn. | |                          |
| 156 | "Trận quyết đấu trước ngôi mộ ! Sát Sinh Hoàn giao đấu Khuyển Dạ Xoa !" "Final Battle at the Graveside! Sesshomaru vs. Inuyasha" "Bozen Kessen! Sesshōmaru vs InuYasha" (墓前決戦！ 殺生丸vs犬夜叉) | ngày 14 tháng 6 năm 2004 |
| Sát Sinh Hoàn tìm đến chỗ mẹ con A Tì bị sát hại, nhưng anh đến quá trễ và cánh cồng máu đến Âm phủ đã đóng. May mắn là Thần Lạc đã chỉ cho anh một cánh cổng khác, đó chính là nơi mà cô đã không vào được. Trong khi đó ở Âm phủ, Bảo Tiên Quỷ đã bị mảnh ngọc Tứ Hồn nhiễm bẩn làm mất hết lý trí và đánh nhau với Khuyển Dạ Xoa cho đến khi Nại Lạc xuất hiện và đoạt lấy mảnh ngọc ấy. | |                          |
| 157 | "Chọc thủng kết giới Nại Lạc với Kim Cương Thương phá" "Naraku o Tsuranuke Kongōsōha" (奈落を貫け金剛槍破)                                                                                          | ngày 21 tháng 6 năm 2004 |
| Trong khi Sát Sinh Hoàn và Nại Lạc đang đánh nhau, Bảo Tiên Quỷ (giờ đã phục hồi lý trí), gợi ý cho Khuyển Dạ Xoa chặt đứt hộp sọ của ông để làm thanh Thiết Toái nha mạnh hơn hòng đánh bại Nại Lạc. Nhưng rồi Nại Lạc phát tán tà khí khắp nơi và Khuyển Dạ Xoa quyết định từ bỏ sức mạnh để xông ra cứu bạn bè. Nhưng chính việc này đã khiến Thiết Toái nha mạnh hơn… | |                          |
| 158 | "Cơn bão tàn phá của vô số yêu quái chuột" "Daibōsō Musū no Yūkai Nezumi" (大暴走無数の妖怪ネズミ)                                                                                                  | ngày 5 tháng 7 năm 2004  |
| Sau khi mọi người quay trở lại trần gian, Nại Lạc yêu cầu Bạch Đồng Tử và Hổ Phách tìm cách dụ cho Cát Cánh lộ diện. Và cách của Bạch Đồng Tử là dùng một lũ chuột quỷ đi tàn phá hết ngôi làng này đến ngôi làng khác… | |                          |
| 159 | "Quyết tâm của Hổ Phách và tình cảm của San Hô" "Kohaku no Ketsui to Sango no Kokoro" (琥珀の決意と珊瑚の心)                                                                                        | ngày 12 tháng 7 năm 2004 |
| Trong khi đang tìm cách ngăn chặn hành vi giết chóc của đám chuột, San Hô và Di Lặc tình cờ chạm mặt Hổ Phách, người đang giữ chiếc hộp ma thuật tạo ra đám chuột. Hổ Phách lâm vào tình trạng hết sức khó xử: cậu không muốn trở thành kẻ giết người tàn bạo trong mắt chị mình, nhưng lại không thể cho Nại Lạc biết là cậu đã phục hồi trí nhớ. Tệ hơn, khi San Hô đang cố "giải cứu" cho Hổ Phách thì cả hai bị đám chuột bao vây và suýt chết. | |                          |
| 160 | "Anh chàng hung bạo bắt cá hai tay nhưng may mắn" "Shiawase o Yobu Futamata Bōryoku Otoko" (幸せを呼ぶフタマタ暴力男)                                                                               | ngày 26 tháng 7 năm 2004 |
| Nhật Mộ Li quay trở về hiện tại và Khuyển Dạ Xoa bám theo cô, tất nhiên việc này khiến A Li hết sức bực mình. Tệ hơn, anh đã làm hư chiếc xe đạp mới của A Li. Và điều tồi tệ nhất là ba người bạn than của A Li quyết định đến thăm nhà cô để gặp được Khuyển Dạ Xoa, điều mà A Li cho là thảm họa. | |                          |
| 161 | "Lỗi lầm trong quá khứ của Di Lặc pháp sư" "Miroku-hōshi Mukashi no Ayamachi" (弥勒法師昔のあやまち)                                                                                                | ngày 2 tháng 8 năm 2004  |
| Thói trăng hoa của Di Lặc cuối cùng cũng hại anh: một cô gái tên là Shima khi bị ép phải lấy một "vị thần" thì lấy cớ là đã… hứa hôn với Di Lặc để từ chối ông. Việc này khiến San Hô bị sốc nặng và cô cảm thấy rằng mình khó có thể tha thứ cho anh vì chuyện này. Liệu đây có phải là kết thúc của mối quan hệ giữa hai người ? | |                          |
| 162 | "Mãi mãi một lòng với thiếu gia Sát Sinh Hoàn" "Sesshōmaru-sama to Eien ni Issho" (殺生丸様と永遠に一緒)                                                                                            | ngày 9 tháng 8 năm 2004  |
| Một nhóm các nhà sư phát hiện và giải cứu những đứa trẻ bị một tên yêu quái bắt cóc, trong số đó có Tiểu Linh. Những nhà sư cố gắng thuyết phục Tiểu Linh trở về sống với loài người, và bây giờ cô bé đang đứng giữa hai lựa chọn: sống với đồng loại hoặc tiếp tục đi theo Thiếu gia Sát Sinh Hoàn. | |                          |
| 163 | "Hổ Phách, San Hô, Vân Mẫu: Bí mật của vườn hoa" "Kohaku Sango Kirara: Himitsu no Hanazono" (琥珀珊瑚雲母 秘密の花園)                                                                               | ngày 23 tháng 8 năm 2004 |
| 164 | "Kẻ thù khó gặm nhất: Thất Bảo bị một con trùng ký sinh" "Saikyō no Teki, Yadori Sanagi Shippō" (最強の敵 宿り蛹七宝)                                                                               | ngày 30 tháng 8 năm 2004 |
| Nại Lạc cướp đoạt Bất Yêu Bích, một loại ngọc có tác dụng áp chế và che giấu yêu khí, từ tay một yêu quái khổng lồ tên là Gakusaijin. Điều này khiến Gakusaijin thức dậy và vô tình làm phát tán những ký sinh trùng bám trên người ông, một trong số đó bám vào Thất Bảo và điều khiển cậu làm những trò quậy phá lung tung… | |                          |
| 165 | "Chìa khóa tối thượng để đánh bại Nại Lạc" "Naraku o Taosu Saidai no Tegakari" (奈落を倒す最大の手がかり)                                                                                           | ngày 6 tháng 9 năm 2004  |
| Sau khi hiểu ra mọi chuyện, Gakusaijin đưa mảnh ngọc với yêu khí của ông cho nhóm Khuyển Dạ Xoa và nhờ mọi người tìm giúp Bất Yêu Bích của ông. Trong khi đó Bạch Đồng Tử lại liên tục tạo ra nhiều phiên bản thử nghiệm của một yêu quái kỳ lạ và tấn công nhóm Khuyển Dạ Xoa cho đến khi phiên bản cuối cùng cướp được mảnh ngọc của Gakusaijin. | |                          |
| 166 | "Mối liên hệ giữa hai người - Sử dụng những mảnh ngọc Tứ Hồn ! (phần đầu)" "Futari no Kizuna - Shikon no Kakera o Tsukae! Zenpen" (二人の絆 四魂のかけらを使え！ 前編)                              | ngày 9 tháng 18 năm 2004 |
| Trên đường tìm kiếm Bất Yêu Bích, nhóm Khuyển Dạ Xoa gặp Ngự Linh Hoàn, một thầy pháp bí ẩn (với một cánh tay quỷ) cùng với những đứa trẻ mồ côi mà anh đang thu nhận và nuôi dưỡng. Trong khi đó Thần Lạc lại tiếp tục điều tra thân phận thật sự của Xích Tử và thực hiện nhiệm vụ của Nại Lạc, nhưng kết quả bị thương suýt chết và trôi theo dòng sông đến chỗ của Sát Sinh Hoàn. Trong manga đây là chương 346. | |                          |
| 167 | "Mối liên hệ giữa hai người - Sử dụng những mảnh ngọc Tứ Hồn ! (phần cuối)" "Futari no Kizuna - Shikon no Kakera o Tsukae! Kōhen" (二人の絆 四魂のかけらを使え！ 後編)                              | ngày 13 tháng 9 năm 2004 |
| Nại Lạc dụ nhóm của Khuyển Dạ Xoa vào dạ dày của một tên yêu quái bằng đá khổng lồ, âm mưu dùng tên yêu quái "tiêu hóa" hết cả nhóm và cướp đoạt Ngọc Tứ Hồn. Thấy yêu lực của mình không đủ phá hủy tên yêu quái, Khuyển Dạ Xoa quyết định dùng mảnh ngọc Tứ Hồn nhưng nó lại bị yêu khí xung quanh làm nhiễm bẩn và biến Khuyển Dạ Xoa thành dạng yêu quái 100%. Trước tình hình đó, Nhật Mộ Li bất chấp hiểm nguy xông ra thanh tẩy yêu khí của Khuyển Dạ Xoa, và cuối cùng anh cũng tiêu diệt được tên yêu quái và cả nhóm chạy thoát an toàn. Sau đó cả nhóm kết luận là cách duy nhất để tiêu diệt Nại Lạc chính là giết chết trái tim Xích Tử của y, và mọi người hạ quyết tâm tiêu diệt Nại Lạc và ngăn chặn âm mưu đen tối của y. Tập 167 kết thúc với một khung cảnh hết sức trữ tình: Nhật Mộ Li và Khuyển Dạ Xoa ngồi cạnh bên nhau và cả hai đều cảm thấy hạnh phúc khi được chiến đấu cùng với người mình yêu thương. Trong manga đây là các chương 347-357. | |                          |